# Callichroma seiunctum
Callichroma seiunctum es una especie de escarabajo longicornio del género Callichroma, tribu Callichromatini. Fue descrita científicamente por Schmidt en 1924.
Se distribuye por Bolivia y Perú. Mide 20,2-22,5 milímetros de longitud. El período de vuelo ocurre en el mes de octubre.